# Южен обикновен кускус
Южен обикновен кускус (Phalanger mimicus) е вид бозайник от семейство Лазещи торбести (Phalangeridae)..

## Разпространение и местообитание
Разпространен е в Австралия, Индонезия и Папуа Нова Гвинея.